# برو12 موسم 2016–17
برو14 موسم 2016–17 هو الموسم 16 من  بطولة اتحاد الرغبي. أقيم خلال الفترة 2 سبتمبر 2016 وحتى 27 مايو 2017، وكان عدد الأندية المشاركة فيه  12، وفاز فيه Scarlets ‏.